# Прайнвил (град, Орегон)
Прайнвил (на английски: Prineville) е град в окръг Крук, щата Орегон, САЩ. Прайнвил е с население от 9253 жители (2010) и обща площ от 17,2 km². Намира се на 874,2 m н.в. ZIP кодът му е 97754, а телефонният му код е 541.